# John Thomas (Eishockeyspieler)
John Lawrence Thomas (* 11. März 1936; † 7. Februar 1995 in Melbourne) war ein australischer Eishockeyspieler. 

## Karriere
John Thomas nahm für die australische Nationalmannschaft an den Olympischen Winterspielen 1960 in Squaw Valley teil. Mit seinem Team belegte er den neunten und somit letzten Platz. Er selbst kam im Turnierverlauf in allen sechs Spielen seiner Mannschaft zum Einsatz und erzielte bei der 2:19-Niederlage gegen Finnland ein Tor. Zudem trat er für Australien bei der B-Weltmeisterschaft 1962 an sowie bei der Qualifikation zu den Olympischen Winterspielen 1964.